# 贝尔蒙特 (加利福尼亚州)
贝尔蒙特（英語：Belmont），是美国加利福尼亚州圣马特奥县下属的一个城市。于1926年10月29日建市。城市面积约为12.0平方公里，根据2010年美国人口普查，该市有人口25,835人。
聖馬刁縣立圖書館经营貝爾蒙特圖書館。